# Préchac (Gers)
Préchac è un comune francese di 169 abitanti situato nel dipartimento del Gers nella regione dell'Occitania.

## Società

### Evoluzione demografica
Abitanti censiti